# 篮球公园
《篮球公园》是中国中央电视台一档知名篮球节目，节目内容覆盖NBA篮球、CBA篮球、世界篮球、女子篮球、街球及娱乐篮球等等，每周五在CCTV5播出。2009年9月19日，节目与安踏公司合作，冠名为安踏《篮球公园》。2013年起，《篮球公园》被分割，NBA部分改由每週四播出的《NBA最前线》节目所代替。

## 简介
现在的《篮球公园》是2006年6月1日改版后重新播出的，定位于传承中国和世界的篮球文化，内容一般分为闻专题类，展示类和娱乐游戏类三大板块，并会与一些体育设备生产销售公司合作，除进行一些商业开发外（如节目冠名、直播比赛等），还会推出一些“娱乐篮球”的赛事。节目不仅关注职业篮球、国家队篮球的资讯，亦投入诸多时间报道大学生篮球、街头篮球等草根篮球活动。
最早的《篮球公园》于1998年播出，主持人有孙正平、鲁健、徐春妮，后来由于收视率不高而停播，直到2006年进行了全面的改版和整合资源（加强了与商业公司的合作）才于6月1日重新推出。

## 主题曲
- 《腾空梦想》（林依轮演唱）

## 组成
- 《姚易NBA》
- 《NBA赛场》
- 《大话NBA》
- 《经典NBA》
- 《篮球资讯》
- 《中国篮球》
- 《娱乐篮球》